# La Vau d'Ais
Laval d'Ais (en francès Laval-d'Aix) és un municipi francès situat al departament de la Droma i a la regió d'Alvèrnia-Roine-Alps. L'any 2007 tenia 110 habitants.

## Demografia

### Població
El 2007 la població de fet de Laval-d'Aix era de 110 persones. Hi havia 51 famílies de les quals 16 eren unipersonals (4 homes vivint sols i 12 dones vivint soles), 23 parelles sense fills i 12 parelles amb fills.
La població ha evolucionat segons el següent gràfic:
Habitants censats

### Habitatges
El 2007 hi havia 81 habitatges, 51 eren l'habitatge principal de la família, 28 eren segones residències i 2 estaven desocupats. 74 eren cases i 6 eren apartaments. Dels 51 habitatges principals, 41 estaven ocupats pels seus propietaris, 9 estaven llogats i ocupats pels llogaters i 1 estava cedit a títol gratuït; 1 tenia una cambra, 4 en tenien dues, 5 en tenien tres, 14 en tenien quatre i 27 en tenien cinc o més. 36 habitatges disposaven pel capbaix d'una plaça de pàrquing. A 21 habitatges hi havia un automòbil i a 27 n'hi havia dos o més.

### Piràmide de població
La piràmide de població per edats i sexe el 2009 era:
| Homes | Edats   | Dones |
| ----- | ------- | ----- |
| 0     | 95 o +  | 0     |
| 0     | 90 a 94 | 0     |
| 0     | 85 a 89 | 0     |
| 0     | 80 a 84 | 0     |
| 4     | 75 a 79 | 0     |
| 0     | 70 a 74 | 4     |
| 0     | 65 a 69 | 4     |
| 4     | 60 a 64 | 4     |
| 4     | 55 a 59 | 4     |
| 4     | 50 a 54 | 8     |
| 4     | 45 a 49 | 4     |
| 0     | 40 a 44 | 4     |
| 4     | 35 a 39 | 0     |
| 4     | 30 a 34 | 4     |
| 4     | 25 a 29 | 0     |
| 0     | 20 a 24 | 8     |
| 0     | 15 a 19 | 4     |
| 0     | 10 a 14 | 4     |
| 0     | 5 a 9   | 4     |
| 0     | 0 a 4   | 0     |

## Economia
El 2007 la població en edat de treballar era de 71 persones, 53 eren actives i 18 eren inactives. De les 53 persones actives 51 estaven ocupades (24 homes i 27 dones) i 2 estaven aturades (1 home i 1 dona). De les 18 persones inactives 11 estaven jubilades, 2 estaven estudiant i 5 estaven classificades com a «altres inactius».

### Ingressos
El 2009 a Laval-d'Aix hi havia 52 unitats fiscals que integraven 113 persones, la mediana anual d'ingressos fiscals per persona era de 19.236 €.

### Activitats econòmiques
Dels 4 establiments que hi havia el 2007, 1 era d'una empresa de fabricació d'altres productes industrials, 1 d'una empresa de comerç i reparació d'automòbils, 1 d'una empresa de serveis i 1 d'una empresa classificada com a «altres activitats de serveis».
Dels 2 establiments de servei als particulars que hi havia el 2009, 1 era una funerària i 1 taller de reparació d'automòbils i de material agrícola.
L'any 2000 a Laval-d'Aix hi havia 11 explotacions agrícoles que ocupaven un total de 144 hectàrees.

## Poblacions més properes
El següent diagrama mostra les poblacions més properes.